# Ardoch
La ville d’Ardoch est située dans le comté de Walsh, dans l’État du Dakota du Nord, aux États-Unis. Sa population s’élevait à 67 habitants lors du recensement de 2010, estimée à 66 habitants en 2016.

## Histoire
Ardoch a été fondée en 1881.

## Démographie
| Groupe            | Ardoch | Dakota du Nord | États-Unis |
| ----------------- | ------ | -------------- | ---------- |
| Blancs            | 91,0   | 90,0           | 72,4       |
| Autres            | 6,0    | 8,2            | 24,7       |
| Métis             | 3,0    | 1,8            | 2,9        |
| Total             | 100    | 100            | 100        |
|                   |        |                |            |
| Latino-Américains | 44,8   | 2,0            | 16,7       |

Selon l'American Community Survey, pour la période 2011-2015, 78,38 % de la population âgée de plus de 5 ans déclare parler l’espagnol à la maison, alors que 17,57 % déclare parler l'anglais et 4,05 % le polonais.
| 1890 | 1900 | 1910 | 1920 | 1930 | 1940 |
| ---- | ---- | ---- | ---- | ---- | ---- |
| 214  | 298  | 271  | 153  | 110  | 119  |

| 1950 | 1960 | 1970 | 1980 | 1990 | 2000 |
| ---- | ---- | ---- | ---- | ---- | ---- |
| 137  | 106  | 70   | 78   | 49   | 61   |

| 2010 | - | - | - | - | - |
| ---- | - | - | - | - | - |
| 67   | - | - | - | - | - |

## Source
- (en) Cet article est partiellement ou en totalité issu de l’article de Wikipédia en anglais intitulé « Ardoch, North Dakota » (voir la liste des auteurs).

1. ↑  (en) « Population of North Dakota - Census 2010 and 2000 », sur censusviewer.com.
2. ↑  (en) « Ardoch, ND Population - Census 2010 and 2000 », sur censusviewer.com.
3. ↑  (en) « Language spoken at home by ability to speak English for the population 5 years and over », sur factfinder.census.gov.
4. ↑  (en) « Statistiques des États-Unis - Dakota du nord - Profils des comtés de 2010 » (consulté en juin 2021)